# Cha-cha-cha
 For alternative betydninger, se Cha-cha-cha (flertydig). (Se også artikler, som begynder med Cha-cha-cha)
Cha-cha-cha er en latinamerikansk dans, der stammer fra Cuba. 
Den danses til musik af samme navn, der blev introduceret af den cubanske og violinist og komponist Enrique Jorrín i 1951 med nummeret La Engañadora. Rytmen udviklede han fra den ældre cubanske dans, danzón, ved en synkopering af 4-slaget. Musikken er i 4/4-takt. Danserne i Havana opfandt en dans til musikken, hvorved navnet opstod. Navnet er et onomatopoietikon, udledt af güiroens rytme og lyden fra dansernes trin. 

## Dansen
Danses Contra Tiempo startende med Cha Cha Chá-trinene på fjerde taktslag, mellemtrin mellem fjerde og femte taktslag og det tredje cha på femte taktslag, herefter de to følgende trin på sjette og syvende taktslag og herefter så forfra igen: Cha Cha Chá, 1, 2, Cha Cha Chá, 1, 2, osv. Cha Cha Chá-trinene har oprindeligt sit udspring i dansen Mambo. 
Dansen kom til USA i 1954 som selskabsdans, og senere i 1959 var Amerika vilde  med Cha Cha Chá. Dansestudierne rapporterede, at det var den mest populære dans overhovedet.
Dansen kom til Europa nogenlunde på samme tid som i USA, hvor den blev lige så populær.
Cha Cha Chá er stadig en af de mest populære latinamerikanske danse.
Der findes flere forskellige stilarter indenfor dansen: Den oprindelige cubanske stilart, der er en social dans og en blanding af improviserede og koreograferede elementer med sværere trinsekvenser end ovenfor nævnte, der danses til musik i mange forskellige tempi. Og så er der den konkurrenceskabte ballroom-version, der er 100 % koreograferede med bevægelse over et større gulvareal med tempo omkring 32 takter i minuttet. Slutteligt er der to nyere næsten rent improviserende stilarter: En X-body salsa version samt en Cubansk salsa version, som begge danses med de ovennævnte relativt simple trin med brug af respektive X-body salsafigurer og cubansk salsafigurer.

## Fodnoter
1. 1 2  "Eivind Tøstesen: Salsa-musikkens saga" (PDF). Arkiveret fra originalen (PDF) 4. marts 2016. Hentet 10. oktober 2009.